# Ljubno ob Savinji
Ljubno ob Savinji – miasto w Słowenii, siedziba gminy Ljubno. W 2018 roku liczyło 1033 mieszkańców.